# 高超音速攻擊巡弋飛彈
高超音速攻擊巡弋飛彈（Hypersonic Attack Cruise Missile，HACM）是美國空軍的一種高超音速空射巡弋飛彈，由超燃沖壓發動機推動。該飛彈是高超音速吸氣式武器概念（HAWC）和南十字星整合飛行研究實驗高超音速項目的後繼者。
2022年9月22日，美國國防部授予雷神公司一份9.85億美元的合約，用來開發2枚該飛彈的原型，希望在2027年前可用於實戰。該飛彈將使用澳洲的的基礎設施進行初步的全面飛行測試。
美國空軍於2024年3月提交的2025年預算中，5.17億美元用於該飛彈，而沒有另一高超音速飛彈AGM-183 ARRW的預算。